# Beatlemanía en el Reino Unido
El fenómeno conocido como Beatlemanía se originó en el Reino Unido, tierra natal de The Beatles, cuando la banda alcanzó una enorme popularidad a finales de 1962. Después de regresar de una estancia de dos años en Hamburgo, lograron un significativo avance comercial tras el lanzamiento de su segundo sencillo británico, "Please Please Me". A partir de entonces recibieron una importante aclamación por parte del público. A ello le siguieron una serie de conciertos y giras sin parar en el Reino Unido, en las que fueron recibidos con un fervoroso entusiasmo durante todo el año siguiente. Su popularidad en el Reino Unido llegó a superar incluso a la de notables artistas estadounidenses como Tommy Roe, Chris Montez y Roy Orbison, cuyo evidente éxito comenzó a ser eclipsado por The Beatles —un logro que hasta ese momento era desconocido para una banda británica— durante sus giras nacionales de 1963.
Con el inmenso interés surgido en los medios de comunicación por The Beatles en 1963, el año se caracterizó por apariciones televisivas, entrevistas con la prensa y un programa de radio semanal. A pesar de estos compromisos, continuaron encontrando tiempo para las sesiones de grabación en el estudio y publicaron varios álbumes y sencillos durante el año. 1963 fue también el año en que nació Julian, el hijo de John Lennon.
A finales de 1963, la Beatlemanía empezó a extenderse a otros lugares a nivel internacional. El sencillo "I Want to Hold Your Hand" entró en las listas de éxitos de Estados Unidos el 18 de enero de 1964, con ventas de un millón y medio de copias en menos de tres semanas, y el mes siguiente The Beatles hicieron su primera visita a Estados Unidos. El gran interés en la banda produjo un importante cambio en la música popular estadounidense y marcó el inicio del fenómeno conocido como la invasión británica.

## Antecedentes

### Regreso de Hamburgo, y The Cavern Club

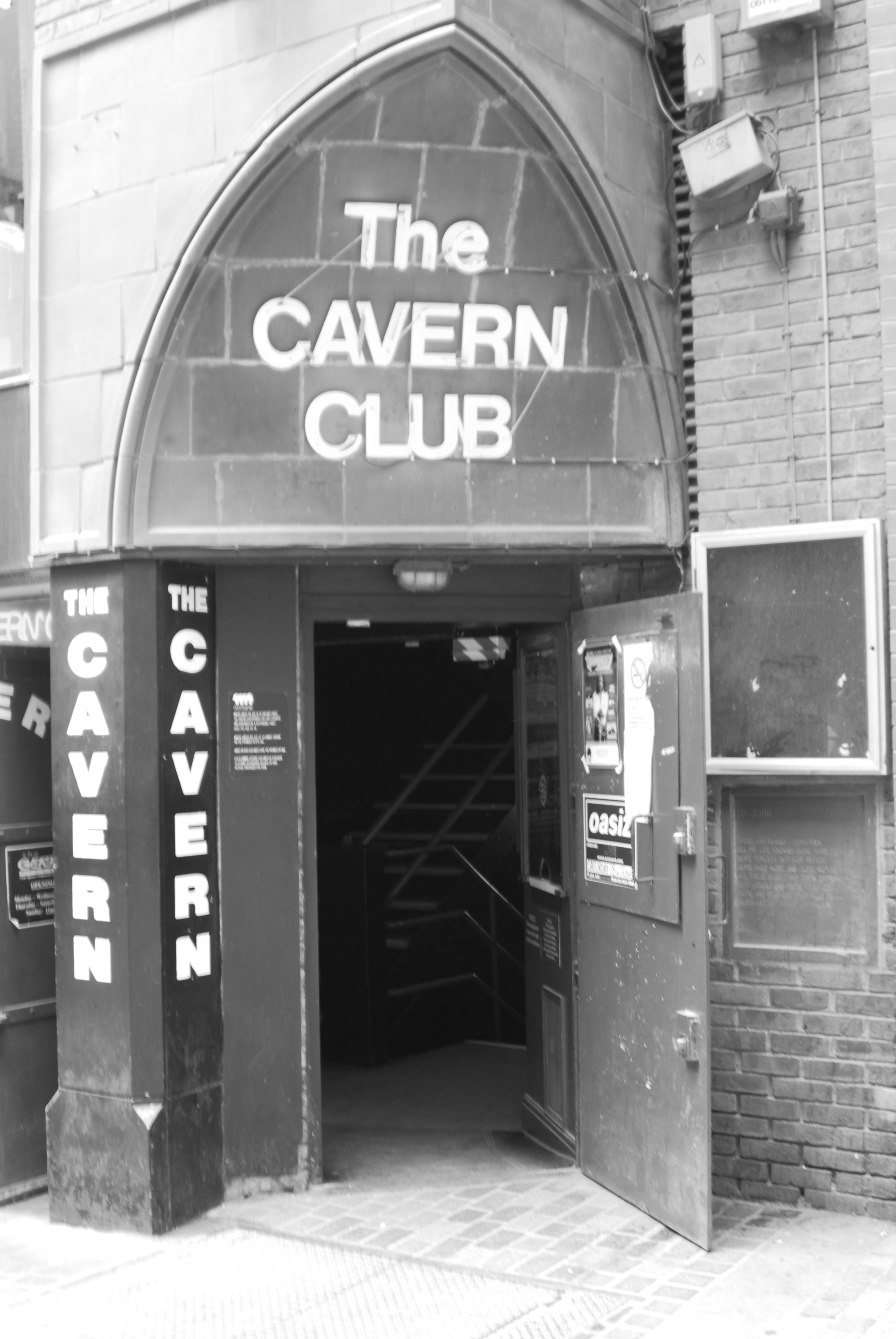
The Cavern Club.

Después de una larga estancia en Hamburgo, The Beatles regresaron al Reino Unido y tocaron con regularidad en el Cavern Club. Su nuevo mánager, Brian Epstein, había hecho esfuerzos para que la banda mejorara su aspecto, animándoles a usar trajes en lugar de pantalones vaqueros y chaquetas de cuero, además de que se abstuvieren de fumar, beber o comer en el escenario. Epstein vio el potencial de la banda y estaba tratando de transformarlos en una propuesta comercial seria. Había empezado a tantear a varias compañías discográficas, aunque ninguna demostraba interés por la banda.
Hoy en día hay grupos de rock que tocan en el mismo lugar (The Cavern Club), algunas veces en homenaje a The Beatles, otras veces con música actual, el sitio ha presentado modificaciones generales, pero en sí sigue siendo el mismo lugar donde alguna vez tocó el afamado grupo.    

### Contrato de grabación
Después de no impresionar a ninguna compañía discográfica, la más reciente en una audición con Decca, Epstein fue a la tienda HMV en Oxford Street en Londres para transferir a discos las grabaciones que la banda había hecho con Decca. Allí, el ingeniero de grabación Jim Foy le aconsejó que visitara a Sid Coleman, quien era publicista de EMI. Allí Epstein conoció a George Martin, quien les hizo un contrato de un año renovable con el sello discográfico Parlophone. La primera sesión de grabación de The Beatles fue programada para el 6 de junio de 1962 en los estudios Abbey Road al norte de Londres. Martin no había quedado especialmente impresionado con las demos de la banda, pero le gustó su personalidad cuando se reunió con ellos. Llegó a la conclusión de que tenían talento musical sin pulir, pero declaró en entrevistas posteriores que lo que hizo la diferencia para él era su ingenio y buen humor. El contrato de grabación establecía que The Beatles recibirían un penique por cada sencillo vendido, que sería dividido entre los cuatro Beatles (un cuarto de penique para cada miembro del grupo). La tasa de regalías sería menor por las ventas fuera del Reino Unido, por lo que recibieron medio penique por cada sencillo (una vez más dividido entre toda la banda). Martin dijo más tarde que se trataba de un contrato "horroroso".

### Cambio de batería
A Martin no le agradaba la manera en que Pete Best tocaba la batería, dado que, según él, no era capaz de mantener el compás. Martin le sugirió a Epstein en privado que la banda utilizara otro baterista en el estudio. Hubo algunas especulaciones de que la relación de Best con los fans fue otra fuente de fricción.  Además, Epstein se exasperó de que Best no adoptara el corte de cabello distintivo de The Beatles como parte del aspecto unificado de la banda (aunque según Astrid Kirchherr, quien tuvo un papel decisivo en la creación del peinado, Best tenía el pelo "muy rizado y no le iba a funcionar"). Los tres miembros fundadores de la banda pidieron a Epstein que despidiera a Best, cosa que hizo el 16 de agosto de 1962.  Le preguntaron a Richard Starkey, conocido como Ringo Starr, si podía unirse al grupo; Starr era el baterista de uno de los grupos más conocidos del Merseybeat, Rory Storm and the Hurricanes y que había actuado con The Beatles en algunas ocasiones en Hamburgo.
Las primeras grabaciones de Lennon, McCartney, Harrison y Starr juntos se realizaron el 15 de octubre de 1960, en una serie de grabaciones privadas en Hamburgo, mientras los cuatro estaban actuando como banda de apoyo del cantante Lu Walters. Starr tocó en la segunda sesión de grabación con EMI, el 4 de septiembre de 1962, pero Martin había contratado al batería de sesión Andy White para las siguientes sesiones el 11 de septiembre. Las únicas grabaciones de White que vieron la luz con The Beatles fueron "Love Me Do" y "P.S. I Love You", que se encuentran en el álbum debut de la banda.

### Éxito comercial menor, y la primera aparición en televisión
La primera sesión de grabación de The Beatles fue el 6 de junio de 1962, de donde no salió material digno para publicar, aunque "Love Me Do", que fue grabada en las sesiones de septiembre, tuvo cierto impacto en el Reino Unido, alcanzando el número diecisiete en las listas. Dieciocho meses después, en mayo de 1964, "Love Me Do" llegó a la cima de las listas de éxitos de Estados Unidos. Su primera actuación televisiva fue en el programa People and Places, transmitido en vivo desde Mánchester por Granada Television el 17 de octubre de 1962.

## Please Please Me, el avance
El 26 de noviembre de 1962 grabaron su segundo sencillo, "Please Please Me". Al inicio de la sesión de grabación, George Martin intentó convencer a la banda de grabar una canción diferente ("How Do You Do It", posteriormente, un éxito de Gerry & The Pacemakers). A Martin le gustaba la canción y creía que The Beatles podrían tener un gran éxito con ella. Sin embargo, a la banda no le gustaba, y, además, querían grabar sus propias composiciones. La grabación alcanzó el número dos en las listas oficiales del Reino Unido y el número uno en las listas de NME y Melody Maker. Tres meses después de "Please Please Me" grabaron su primer álbum, también titulado Please Please Me.

## 1963: un año de giras
Tras el lanzamiento del exitoso sencillo "Please, Please Me", la banda fue extensamente aclamada por el público en 1963. Actuaron en el programa de la ABC TV Thank Your Lucky Stars el 11 de enero (transmitido por televisión el 19 de enero) y grabado para la BBC el 16 de enero. Además de terminar cuatro giras a nivel nacional en 1963, ese año, se presentaron en un gran número de eventos privados en el Reino Unido. A menudo, cuando terminaba un espectáculo, viajaban directamente a otra ciudad para su próxima actuación, algunas veces en un mismo día. Dos de las giras nacionales fueron encabezadas por populares estrellas estadounidenses, pero en cada show durante las dos giras, la multitud no paraba de gritar The Beatles, que demostraron ser más populares que las dichas estrellas. Se hicieron panfletos a toda prisa en los que se mostraba a The Beatles como los líderes de la gira. Si bien estaban satisfechos por la positiva acogida, también se sentían apenados por los artistas estadounidenses, ya que nunca antes había ocurrido que un artista británico superara a uno de Estados Unidos en un concierto en el Reino Unido.
Además de las cuatro giras en todo el país y los demás conciertos, el poco tiempo que les quedaba lo ocupaban con apariciones en programas de televisión, entrevistas de prensa y sesiones de grabación para los sencillos y álbumes publicados en ese año. También tenían un programa semanal de radio. Las revistas musicales estaban repletas de historias acerca de The Beatles y en las revistas para chicas figuraban regularmente entrevistas con los miembros de la banda, pósteres a color y otros artículos relacionados con The Beatles. El interés público, junto con el exigente calendario de Epstein, hacía que los integrantes no tuvieran tiempo para sus asuntos familiares. El matrimonio de Lennon con Cynthia Powell se mantuvo como un secreto celosamente custodiado. Cuando nació Julian el 8 de abril de 1963, Lennon visitó el hospital para ver a su esposa y conocer a su hijo, y trató de disfrazarse para evitar que la gente lo reconociera. Pero el intento de Lennon por mantener el secreto no tuvo éxito, ya que otros pacientes notaron que era él. Después de su visita al hospital, la agitada agenda de Epstein prevaleció una vez más.
El 13 de octubre de 1963, actuaron en el show Sunday Night at the London Palladium, un espectáculo británico con una gran variedad de celebridades. El show fue televisado en vivo, siendo visto por 15 millones de espectadores. A la mañana siguiente, en los titulares de un periódico nacional, se le dio un nombre al fenomenal interés en todo el país por The Beatles, y desde ese día fue adoptado universalmente: "Beatlemanía". El 7 de diciembre de 1963, The Beatles aparecieron en Juke Box Jury, un programa de la BBC donde los artistas tocaban nuevas canciones de música pop y un selecto panel de invitados las comentaban. Fue filmado en el Liverpool Empire Theatre y conducido por el DJ David Jacobs.

### Febrero de 1963: primera gira nacional
El 2 de febrero de 1963, The Beatles abrieron su primera gira nacional con un espectáculo en Bradford, donde actuaron con Helen Shapiro, Danny Williams, Kenny Lynch, Kestrels y la Red Price Orchestra. Shapiro, en ese entonces de 16 años, era la encargada de abrir el espectáculo, seguida de las otras cinco actuaciones; los últimos en pisar el escenario eran The Beatles. La banda utilizó la gira nacional como una oportunidad para promocionar "Please Please Me" y la canción figuró regularmente en sus actuaciones durante la gira. Gordon Sampson, un periodista que seguía la gira, observó que The Beatles fueron los más populares durante el evento. Su informe no incluía la palabra "Beatlemanía"; el término no se acuñaría hasta unos meses más tarde, pero el fenómeno era evidente: Sampson escribió que fue "¡una gran actuación por parte de The Beatles, quienes casi robaron todo el show, pues el público en repetidas ocasiones los pedía mientras otros artistas actuaban!". La primera gira tuvo una duración de cuatro semanas, y terminó el 3 de marzo de 1963.

### Marzo de 1963: segunda gira nacional
La segunda gira nacional comenzó el 9 de marzo de 1963 en el Cinema Granada de Londres, donde el grupo apareció en un proyecto encabezado por las estrellas estadounidenses Tommy Roe y Chris Montez. Ambos artistas ya se habían establecido firmemente en las listas de sencillos del Reino Unido: "Montez Let's Dance" había llegado al puesto número dos cuatro meses antes, en octubre de 1962, mientras que otro éxito, "Some Kinda Fun", había entrado recientemente; asimismo la canción "Sheila" de Roe llegó al puesto número cinco meses antes, en septiembre de 1962, y su nuevo sencillo, "The Folk Singer", entraría en las listas de éxitos durante la gira, llegando a alcanzar el puesto número cuatro. A lo largo de la gira, la multitud pedía a gritos a The Beatles, y por primera vez en la historia del Reino Unido, las estrellas estadounidenses eran menos populares que una del Reino Unido. Aunque disfrutaban del inmenso entusiasmo por parte del público, la banda también sentía lástima por los artistas estadounidenses, por el inesperado giro de acontecimientos. La segunda gira tuvo una duración de tres semanas, y terminó el 31 de marzo de 1963.

### Mayo de 1963: tercera gira nacional
The Beatles comenzaron su tercera gira nacional el 18 de mayo de 1963. En esta ocasión encabezada por Roy Orbison, quien había establecido un éxito aun mayor que el de Montez o Roe, con ocho canciones en las listas de éxitos británicas, de las cuales, cuatro se encontraban en el top 10, incluyendo el número dos de "Dream Baby" y el número uno de "Only the Lonely", además de tener su sencillo "Falling" a punto de entrar en el Top 10, cosa que ocurrió durante la misma gira. Sin embargo, en el concierto de apertura de la gira, que tuvo lugar en el Cinema Adelphi, Slough, la estrella estadounidense resultó ser menos popular que The Beatles, al igual que había ocurrido con Roe y Montez en toda la gira nacional anterior. Conforme la situación se iba desarrollando se hizo evidente que esto no iba a cambiar, por lo cual una semana después del inicio de la gira, las portadas de los carteles publicitarios fueron reimpresos para colocar por encima a The Beatles de Roy Orbison. A pesar de la fama al principio de la gira, Starr estaba impresionado con la actitud de Orbison cuando todavía encabezaba la gira. Starr dijo: "Estábamos detrás del escenario, escuchando los grandes aplausos que estaba recibiendo. Los recibía únicamente por su voz. Simplemente allí de pie cantando, sin moverse ni nada". La tercera gira tuvo una duración de tres semanas, y terminó el 9 de junio de 1963.

### Noviembre de 1963: cuarta gira nacional

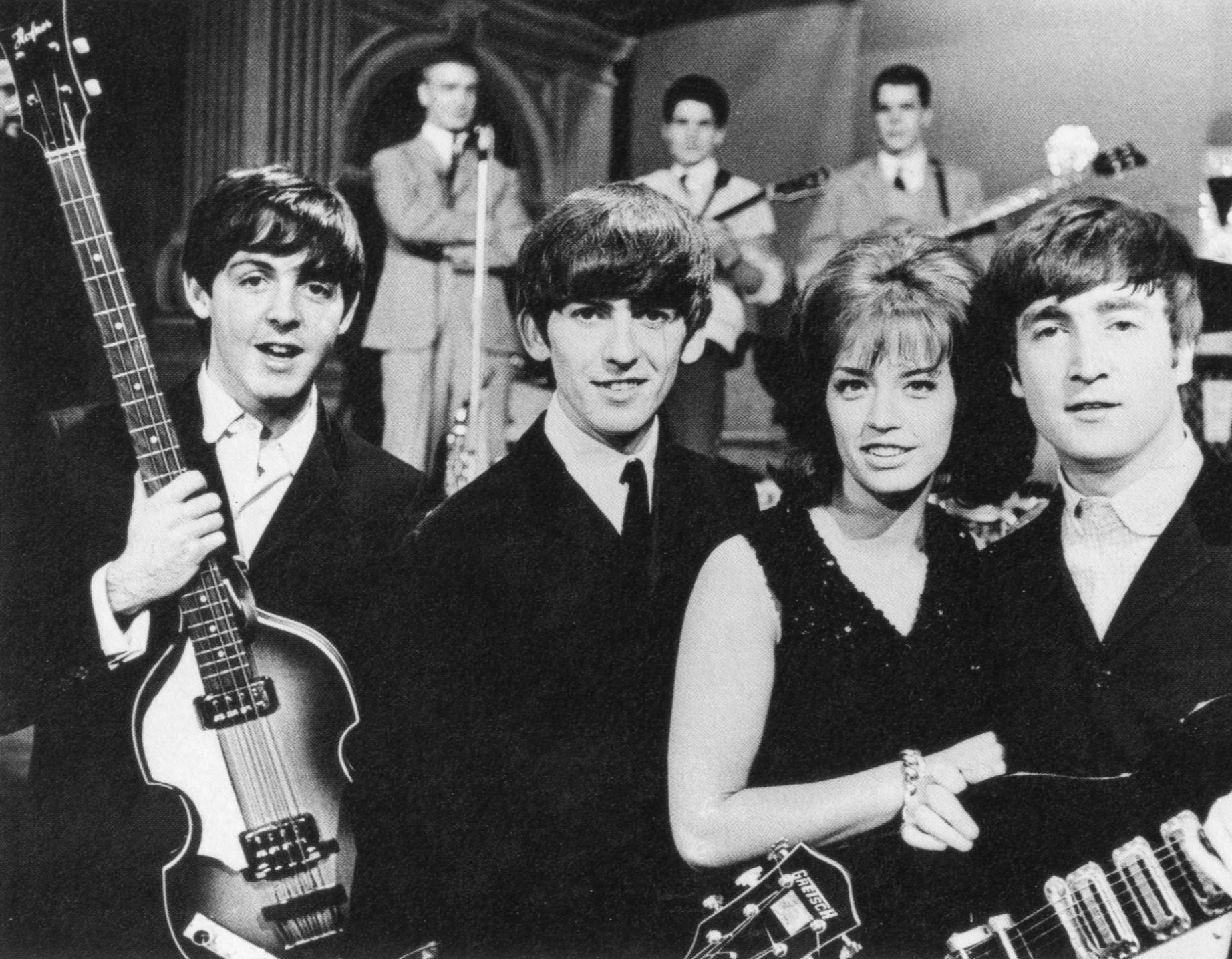
McCartney, Harrison, la cantante Lill-Babs y Lennon durante la gira sueca de The Beatles en octubre de 1963.

El 1 de noviembre de 1963, The Beatles comenzaron su cuarta y última gira nacional de 1963. Algunas ciudades en las que se realizaron conciertos fueron Dublín y Belfast. Tres días antes de que la gira comenzara, la banda, al regresar de una gira sueca de cinco días, fue recibida en el aeropuerto de Heathrow por miles de fanes gritando, cincuenta periodistas y fotógrafos y un equipo de televisión de la BBC. Las salvajes escenas en el aeropuerto causaron que el primer ministro británico se retrasara, ya que su coche estaba siendo obstaculizado por la multitud. Mientras tanto, la por aquel entonces Miss Mundo, que pasaba por el mismo aeropuerto, fue completamente ignorada por los periodistas y el público. Cuando al presentador de televisión estadounidense Ed Sullivan le contaron sobre lo ocurrido en el aeropuerto de Heathrow, preguntó: "¿Quién diablos son The Beatles?". No mucho tiempo después, habría escenas similares en un aeropuerto del país de Sullivan, cuando The Beatles llegaron allí por primera vez y presentó a la banda a la nación americana en El Show de Ed Sullivan, visto por 73 millones de espectadores.
La noche del concierto de apertura de la gira en Cheltenham, el volumen de los gritos de la multitud de fans era tan grande que el equipo de amplificación de The Beatles resultaba insuficiente, de tal manera que los miembros del grupo no pudieron escuchar ningún sonido de ellos mismos, ya fuera hablando o cantando, o tocando sus instrumentos. Como resultado, no pudieron llevar el ritmo en las canciones que interpretaban.
La gira produjo la misma reacción que las otras tres que se habían realizado anteriormente, con una ferviente y desenfrenada respuesta de los fans, que estaban en todos lados donde fuera la banda. La policía intentó controlar a la multitud empleando mangueras de alta presión de agua y la seguridad de la policía se convirtió en un asunto de interés nacional, lo que provocó polémicas en el Parlamento sobre los miles de agentes de policía que ponían en riesgo su vida para proteger a The Beatles. Durante un receso en la gira, cantaron ante la Reina en el Royal Variety Performance el 4 de noviembre, compartiendo escenario con Marlene Dietrich y Maurice Chevalier. Harrison dijo en ese momento: "No quiero parecer desagradecido, pero ¿por qué The Beatles están en el mismo escenario que un montón de grandes del mundo del espectáculo? [...] Somos sólo cuatro personas normales que han tenido un par de grabaciones exitosas". La cuarta y última gira nacional de 1963 tuvo una duración de seis semanas, y terminó el 13 de diciembre de 1963.

## Reputación e imagen

El logo "drop-T".

En 1963 The Beatles estaban sometidos al escrutinio público con el espontáneo fenómeno de la Beatlemanía, pero además su música comenzaba a atraer la atención de los críticos serios. El 23 de diciembre de 1963, el crítico musical de The Times, William Mann, publicó un ensayo en el que hacía énfasis en las composiciones de The Beatles, incluyendo sus "dulces y eufónicas" guitarras en "Till There Was You", sus "submediantes cambios de do mayor a la bemol mayor" y el "ascenso de octava" en "I Want to Hold Your Hand". Los propios Beatles se quedaron perplejos con uno de los análisis de Mann: "[...] uno tiene la impresión de que piensan [The Beatles] simultáneamente en la armonía y la melodía, ya que las tónicas en séptima y novena mayor están tan incrustadas en sus melodías. Además de las submediantes e interrumpidas claves que hacen de forma tan natural en la cadencia en modo Eolias al final de 'Not a Second Time' (la progresión de acordes con la que termina 'La canción de la tierra' de Mahler)".
Ese año, el icónico logo de The Beatles (conocido como el logo "drop-T") hizo aparición. Epstein y Starr visitaron Drum City, una de las tiendas de Ivor Arbiter en Shaftesbury Avenue, para comprar un nuevo equipo de batería (La inmortalizada Ludwig Classic Black Oyster Pearl). Epstein pidió que el nombre de la banda apareciera en el bombo. Arbiter diseñó un logotipo con una "T" extendida, enfatizando la palabra "Beat". Se le pagó £5 por el diseño que Arbiter dibujó en un pedazo de papel para que fuera pintado en la batería por el artista del local.